# WASP-67
WASP-67 är en ensam stjärna i den norra  delen av stjärnbilden Skytten med en dåligt uppskattad ålder (någonstans mellan 100 miljoner år och universums ålder). Den har en skenbar magnitud av ca 12,5 och kräver ett kraftfullt teleskop för att kunna observeras. Baserat på uppmätt parallax enligt Gaia Data Realease 2 beräknas den befinna sig på ett avstånd av ca 620 ljusår (ca 190 parsec) från solen. Den rör sig bort från solen med en heliocentrisk radialhastighet på ca 0,3 km/s.

## Egenskaper
WASP-67 är en orange till gul stjärna i huvudserien av spektralklass av K0 V,. Den har en massa motsvarande ca 0,91 solmassa, en radie motsvarande ca 0,88 solradie och har en effektiv temperatur av ca 5 200 K. Stjärnan är något utarmad på tyngre element och har ca 85 procent solens halt av järn.
En mångfaldsundersökning 2016 har hittade en kandidat till följeslagare till WASP-67 med en beräknad separation på 4,422 ± 0,018 bågsekunder. Uppföljande observationer under 2017 kunde dock inte bekräfta någon gravitationsbunden följeslagare.

## Planetsystem
År 2012 upptäcktes en het Jupiter som exoplanet WASP-67 b i omlopp på en snäv, cirkulär bana. Dess jämviktstemperatur är 1 050 K.
Planetatmosfären innehåller vatten och ett molnskikt ligger högre än i den liknande gasjätten HAT-P-38b, vilket tyder på en hög planetarisk metallicitet.
| Planet | Massa          | Halv storaxel (AE) | Siderisk omloppstid (d) | Excentricitet | Inklination  | Radie          |
| ------ | -------------- | ------------------ | ----------------------- | ------------- | ------------ | -------------- |
| b      | 0,43 ± 0,09 MJ | 0,0510 ± 0,0008    | 4,61442 ± 0,00001       | 0             | 85,8 ± 0,35° | 1,15 ± 0,11 RJ |